# Train de Langeais
Le train de Langeais est un convoi de déportation qui a transporté, à la fin de la Seconde Guerre mondiale, en août 1944, des prisonniers militaires, politiques et des résistants de Rennes vers l'Allemagne.

## Déroulement des faits
Début août 1944, les Alliés progressent rapidement dans l'ouest de la France après la percée d'Avranches. Dès le débarquement du 6 juin 1944, les polices allemandes de Bretagne regroupent sur Rennes la plupart de ses prisonniers détenus jusqu'alors dans les prisons des autres départements bretons. Début août, les Alliés se trouvent aux portes de Rennes et bombardent la ville, endommageant les lieux de détention (camp Margueritte, prison Jacques Cartier). Les forces d'occupation mettent en hâte les prisonniers dans des trains. 
Un premier train part le 2 août. Un deuxième part le 3 août, veille de la libération de la ville, avec plus de 900 prisonniers (militaires américains capturés en Normandie les semaines précédentes, déportés français et soldats allemands mutins) et rejoint Lion-d'Angers, via Redon et Nantes (seul axe ferroviaire encore praticable pour quitter Rennes).  
Le 5 août 1944, au Lion-d'Angers, les deux convois sont réunis en un seul convoi tiré par deux locomotives, une à l'avant et l'autre à l'arrière. Les manœuvres durent toute la nuit. Le matin, la population civile et la Croix-Rouge donnent des sandwichs et de la boisson aux prisonniers. Le personnel des chemins de fer essaye de retarder au maximum le départ du convoi qui repart vers le début de l'après-midi, mais les chauffeurs et les mécaniciens étaient allemands. Un groupe de résistants va tenter de saboter la voie ferrée, mais ils n'ont pas la bonne clé. Les rails seront démontés quelques heures plus tard, mais après que le convoi sera passé. 
Le très long convoi, plus de 80 voitures et plus de 1 500 prisonniers, reprend son chemin vers l'est mais il doit s'arrêter en gare de Langeais dans l'après-midi du dimanche 6 août 1944 car le pont ferroviaire de Cinq-Mars-la-Pile a été détruit. La population de Langeais va alors apporter vivres et eau aux prisonniers. 
Le train n'est pas identifiable comme un train de prisonniers, il est camouflé avec des branchages et dispose d'une batterie DCA sur l'un des wagons, pouvant laisser penser à un convoi militaire. Le 6 août vers 20 h, il est mitraillé par des chasseurs P-38 Lightning alliés. Dans la confusion créée, des prisonniers parviennent à s'échapper, beaucoup avec l'aide de la population locale. Le lendemain 7 août, un nouveau mitraillage a lieu dans l'après-midi. Ces attaques feront 19 morts, dont neuf soldats américains, trois britanniques, quatre prisonniers français, un habitant de Langeais et quatre soldats allemands, et 70 blessés.
Le train repartira finalement et après un périple de 13 jours par Bourges, Moulins, Dijon, atteindra Belfort, d'où les prisonniers seront ensuite transportés vers trois camps de concentration.

## Bilan humain
26 prisonniers décèdent lors du transport, 188 réussiront à s'évader (à Saint-Mars-du-Désert, Saumur ou Langeais) et plus de 158 prisonniers seront libérés par miracle par un Malgré-nous à Belfort. Un tiers de ceux arrivés à destination ne reviendront pas de déportation.

## Commémoration

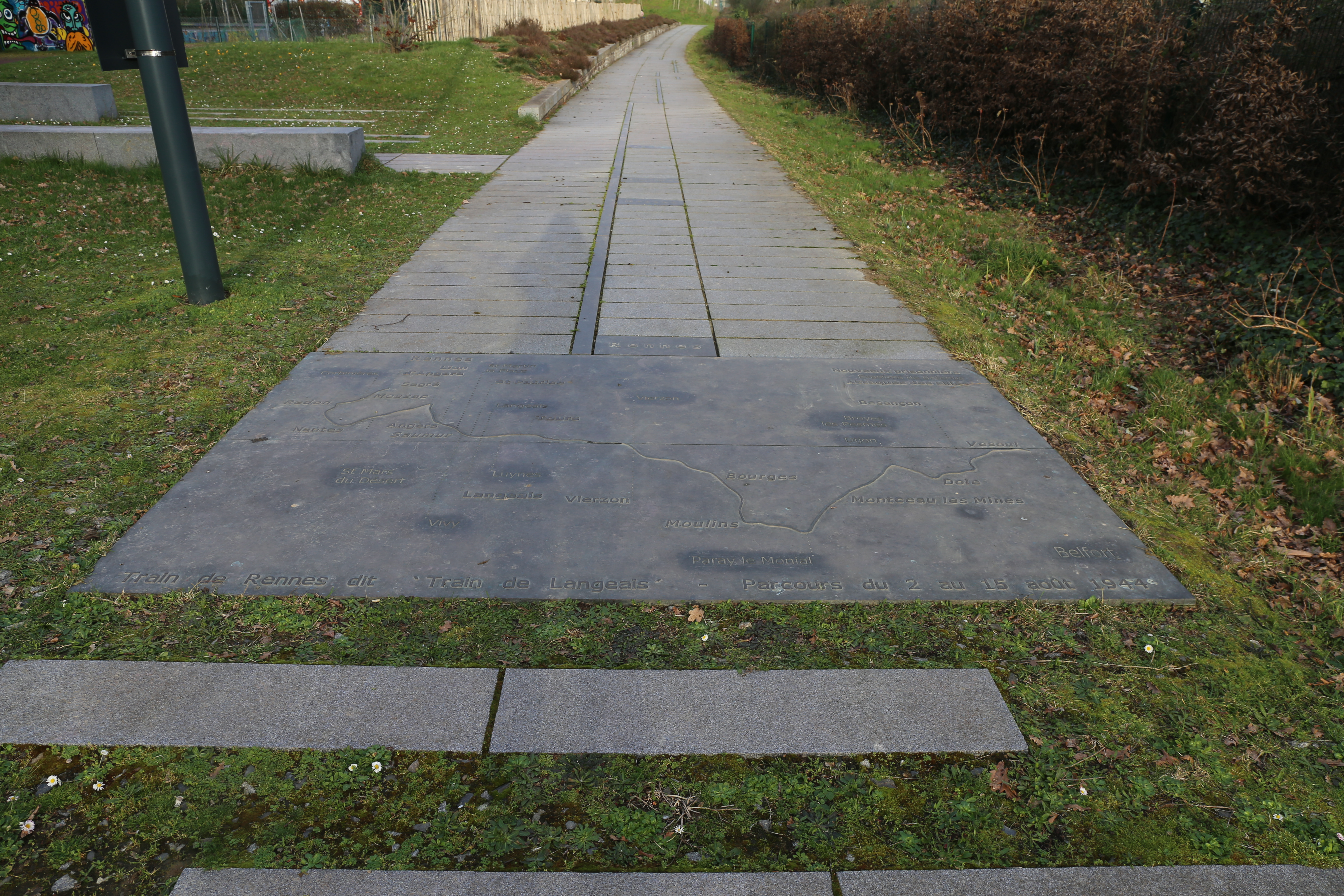
Mémorial de Rennes.

Une plaque posée en 1949 en gare de Langeais rappelle cet événement. En 1998, un mémorial constitué d'un wagon d'époque, de type « hommes 40 - chevaux en long 8 » offert par l'association française des déportés évadés des trains de déportation, fut créé à titre de « monument national des évadés des trains de déportation ».
Un mémorial est également édifié à La Courrouze, ZAC de Rennes,.